# Kertomesis acatharta
Kertomesis acatharta är en fjärilsart som beskrevs av Edward Meyrick 1911. Kertomesis acatharta ingår i släktet Kertomesis och familjen Symmocidae. Inga underarter finns listade i Catalogue of Life.